# コパノリッキー
コパノリッキー（欧字名:Copano Rickey、2010年3月24日 - ）は、日本の競走馬・種牡馬。
主な勝ち鞍は2014年・2015年のフェブラリーステークス連覇、JBCクラシック連覇、2014年・2016年・2017年のかしわ記念、2016年の帝王賞、2016年・2017年のマイルチャンピオンシップ南部杯連覇、2017年の東京大賞典。日本調教馬として最多となるGI・JpnI競走11勝を挙げた。砂上の千両役者と呼ばれた。

## 経歴

### 2歳（2012年） - 3歳（2013年）
2012年12月の新馬戦でデビューし8着。翌2013年1月の未勝利戦で初勝利を挙げると、続く500万条件にも勝利し連勝。ヒヤシンスステークス3着を挟んで伏竜ステークスに優勝すると、続く兵庫チャンピオンシップを6馬身差で圧勝し、重賞初勝利を挙げた。その後東京優駿（日本ダービー）へ向かう予定だったが、右前トウ骨の骨折が判明、全治6ヶ月と診断され、休養に入った。

### 4歳（2014年）
2014年はGI初出走となるフェブラリーステークスから始動。ケイアイレオーネとの抽選を潜り抜けての出走であり、16頭立ての最低人気とまったく評価されていなかった。レースでは2番手を追走し、最後の直線で先頭に立つと追い込んできたホッコータルマエを振り切り半馬身差をつけて優勝。鞍上の田辺裕信とともにGI初勝利を挙げた。単勝最低人気の馬が平地GIを勝利したのはJRA史上3度目（障害競走のJ・GIを含めると史上4度目）である。単勝2万7210円は、1989年エリザベス女王杯のサンドピアリスに次ぐGI史上2番目の高配当となった。
その後は5月5日の「第26回かしわ記念」へ挑戦、勝利した。コパノリッキーは出遅れるも、馬群の外へ回り3コーナーで仕掛け4コーナーで先頭集団まで並び掛けると、直線では他馬を圧倒する伸びを見せ勝利した。ムチは2発入れたのみであった。馬主である小林の誕生日でもあり、騎手の田辺はちょっとしたプレッシャーも感じつつも勝利で飾れたことに安堵した。今回の勝利により、フェブラリーステークスの勝利を「フロック」と見做されていたコパノリッキーへの視線が改まる事になったと、web Furlong 2014で記事を起した斎藤修は評している。斎藤は続けてコパノリッキーを「向こう何年かのダートGI/JpnI戦線で中心的存在となることは間違いないだろう」とも評している。
その後は11月3日に「第14回JBCクラシック」へ挑戦、勝利を収めた。騎手の田辺は「ずっと強いと思っていたから、『強いですね』と聞かれても、そうとしか言えない」とコパノリッキーへの信頼を改めて示した。調教師の村山は「潜在能力は高く、もう1つランクアップできると思います。」とコパノリッキーの更なる成長を期待した。

### 5歳（2015年）
2015年は武豊が騎乗して東海ステークスから始動。4コーナーで先頭に立つとそのまま4馬身差をつけて優勝した。連覇を狙ったフェブラリーステークスでも2番手追走から逃げるアドマイヤロイヤルをかわして先頭に立つと、追い込んできたインカンテーションを半馬身抑えて優勝、フェブラリーステークス史上初の連覇を達成した。後日、レース中に左橈骨遠位端骨折を発症していたことが判明。全治については6か月程度と報じられた。

### 6歳（2016年） - 7歳（2017年）
2016年はかしわ記念・帝王賞・マイルチャンピオンシップ南部杯のJpnI3勝。
翌2017年、引退レースとなった東京大賞典は好スタートからハナを奪って道中マイペースの逃げに持ち込むと直線でも後続を引き離し、最後はサウンドトゥルーの追い上げを振り切りって歴代最多のGI・JpnI競走11勝目を挙げるとともに有終の美を飾った。翌2018年1月6日に京都競馬場で引退式が行われ、1月10日付で競走馬登録を抹消された。引退後はブリーダーズ・スタリオン・ステーションで種牡馬入りした。

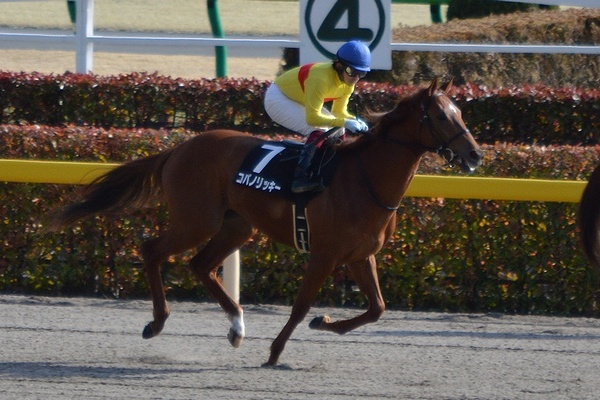
2014年ヒヤシンスS
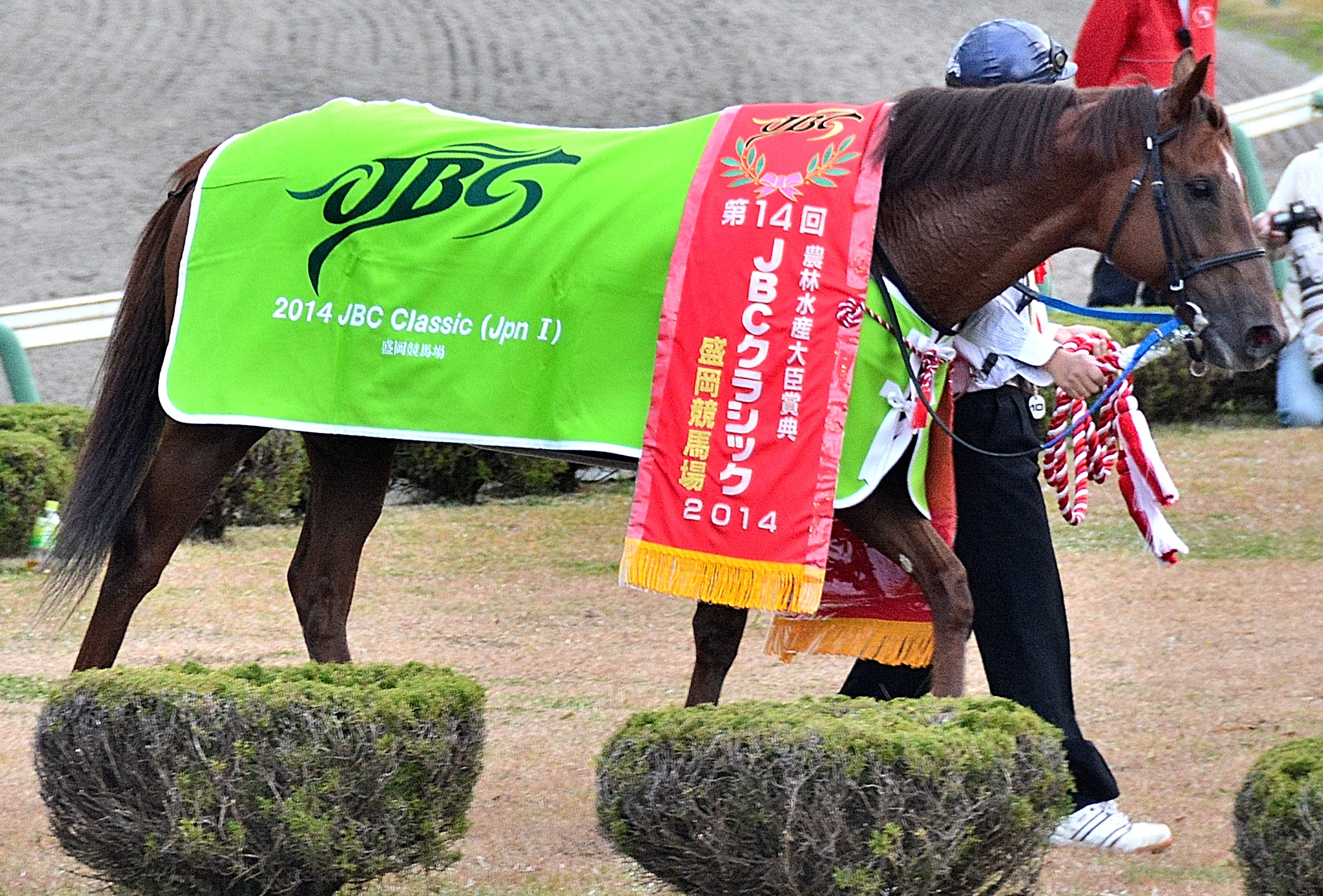
2014年JBCクラシック
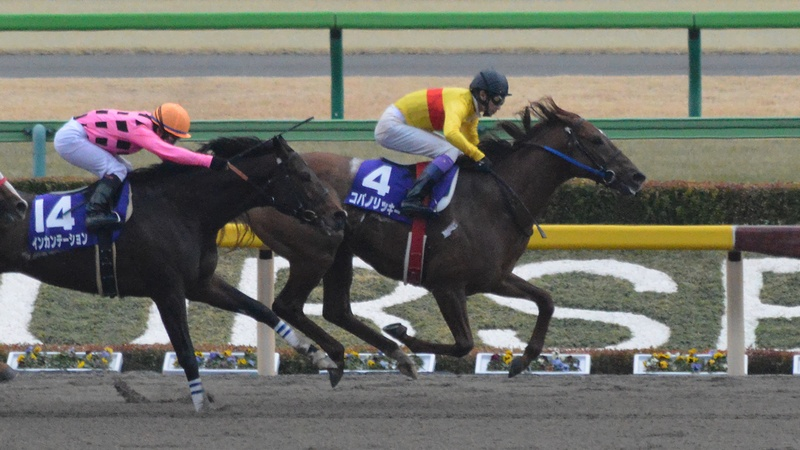
2015年フェブラリーS
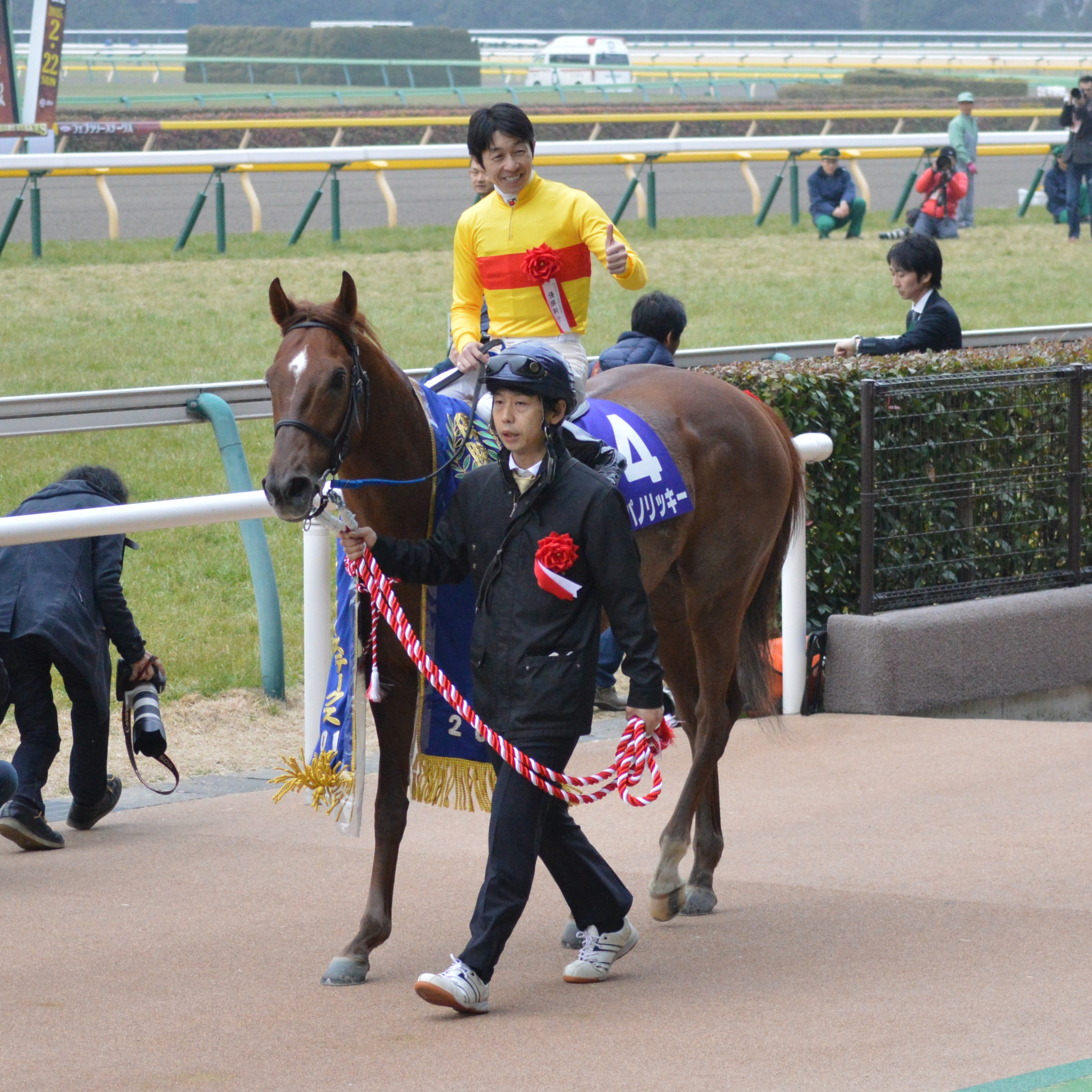

## 競走成績
以下の内容はnetkeiba.comの情報に基づく。
| 競走日     | 競馬場 | 競走名          | 格    | 距離（馬場）  | 頭 数 | 枠 番 | 馬 番 | オッズ （人気） | 着順 | タイム （上り3F） | 着差 | 騎手       | 斤量 | 1着馬（2着馬）         |
| ---------- | ------ | --------------- | ----- | ------------- | ----- | ----- | ----- | --------------- | ---- | ----------------- | ---- | ---------- | ---- | ---------------------- |
| 2012.12.22 | 阪神   | 2歳新馬         |       | ダ1800m（不） | 11    | 6     | 7     | 042.80（8人）   | 08着 | 01:55.2（37.6）   | -1.3 | 鮫島良太   | 55kg | ヒロノエンペラー       |
| 2013.01.12 | 京都   | 3歳未勝利       |       | ダ1800m（良） | 16    | 7     | 14    | 035.90（8人）   | 01着 | 01:52.4（36.7）   | -0.8 | 川須栄彦   | 56kg | （ダイナミックウオー） |
| 0000.01.27 | 東京   | 3歳500万下      |       | ダ1400m（良） | 14    | 7     | 12    | 001.90（1人）   | 01着 | 01:25.5（34.5）   | -0.9 | C.ルメール | 56kg | （サウンドトゥルー）   |
| 0000.02.17 | 東京   | ヒヤシンスS     | OP    | ダ1600m（良） | 16    | 4     | 7     | 002.20（1人）   | 03着 | 01:36.8（38.1）   | -0.2 | 福永祐一   | 56kg | チャーリーブレイヴ     |
| 0000.03.31 | 中山   | 伏竜S           | OP    | ダ1800m（良） | 15    | 8     | 14    | 002.80（1人）   | 01着 | 01:53.6（38.1）   | -0.0 | 福永祐一   | 56kg | （ロードクルセイダー） |
| 0000.05.02 | 園田   | 兵庫CS          | JpnII | ダ1870m（良） | 11    | 7     | 9     | 001.50（1人）   | 01着 | 01:58.4（37.5）   | -1.0 | 福永祐一   | 56kg | （ベストウォーリア）   |
| 0000.11.17 | 東京   | 霜月S           | OP    | ダ1400m（良） | 16    | 2     | 3     | 004.00（1人）   | 10着 | 01:24.8（37.1）   | -1.1 | 内田博幸   | 56kg | エーシントップ         |
| 0000.12.23 | 中山   | フェアウェルS   | OP    | ダ1800m（稍） | 16    | 3     | 6     | 006.60（3人）   | 09着 | 01:52.3（38.1）   | -1.4 | 戸崎圭太   | 56kg | ジェベルムーサ         |
| 2014.02.23 | 東京   | フェブラリーS   | GI    | ダ1600m（良） | 16    | 7     | 13    | 272.1（16人）   | 01着 | 01.36.0（35.3）   | -0.1 | 田辺裕信   | 57kg | （ホッコータルマエ）   |
| 0000.05.05 | 船橋   | かしわ記念      | JpnI  | ダ1600m（良） | 08    | 5     | 5     | 002.40（2人）   | 01着 | 01:39.2（36.5）   | -0.4 | 田辺裕信   | 57kg | （セイクリムズン）     |
| 0000.06.25 | 大井   | 帝王賞          | JpnI  | ダ2000m（不） | 11    | 6     | 7     | 001.60（1人）   | 02着 | 02:03.9（36.4）   | -0.4 | 田辺裕信   | 57kg | ワンダーアキュート     |
| 000011.03  | 盛岡   | JBCクラシック   | JpnI  | ダ2000m（重） | 16    | 8     | 15    | 004.80（3人）   | 01着 | R2:00.8（35.7）   | -0.5 | 田辺裕信   | 57kg | （クリソライト）       |
| 000012.07  | 中京   | チャンピオンズC | GI    | ダ1800m（良） | 16    | 7     | 14    | 003.00（1人）   | 12着 | 01:52.2（36.9）   | -1.2 | 田辺裕信   | 57kg | ホッコータルマエ       |
| 000012.29  | 大井   | 東京大賞典      | GI    | ダ2000m（重） | 16    | 4     | 7     | 004.10（2人）   | 02着 | 02:03.8（37.8）   | -0.8 | 田辺裕信   | 57kg | ホッコータルマエ       |
| 2015.01.15 | 中京   | 東海S           | GII   | ダ1800m（良） | 14    | 4     | 6     | 002.50（1人）   | 01着 | 01:50.9（37.5）   | -0.7 | 武豊       | 58kg | （グランドシチー）     |
| 000002.22  | 東京   | フェブラリーS   | GI    | ダ1600m（良） | 16    | 2     | 4     | 002.10（1人）   | 01着 | 01.36.3（36.2）   | -0.1 | 武豊       | 57kg | （インカンテーション） |
| 000010.07  | 船橋   | 日本テレビ盃    | JpnII | ダ1800m（良） | 12    | 3     | 3     | 001.60（1人）   | 03着 | 01.52.2（40.1）   | -2.0 | 武豊       | 58kg | サウンドトゥルー       |
| 000011.03  | 大井   | JBCクラシック   | JpnI  | ダ2000m（不） | 16    | 8     | 15    | 006.20（3人）   | 01着 | 02.04.4（37.0）   | -0.5 | 武豊       | 57kg | （サウンドトゥルー）   |
| 000012.06  | 中京   | チャンピオンズC | GI    | ダ1800m（良） | 16    | 4     | 7     | 003.30（1人）   | 07着 | 01.51.2（38.7）   | -0.8 | 武豊       | 57kg | サンビスタ             |
| 000012.29  | 大井   | 東京大賞典      | GI    | ダ2000m（良） | 14    | 7     | 11    | 002.70（2人）   | 04着 | 02.04.5（39.3）   | -1.5 | 武豊       | 57kg | サウンドトゥルー       |
| 2016.02.21 | 東京   | フェブラリーS   | GI    | ダ1600m（重） | 16    | 2     | 3     | 007.90（4人）   | 07着 | 01:34.6（35.6）   | -0.6 | 武豊       | 57kg | モーニン               |
| 0000.05.05 | 船橋   | かしわ記念      | JpnI  | ダ1600m（稍） | 12    | 1     | 1     | 006.30（3人）   | 01着 | 01.39.2（37.2）   | -0.7 | 武豊       | 57kg | （ソルテ）             |
| 0000.06.29 | 大井   | 帝王賞          | JpnI  | ダ2000m（不） | 12    | 3     | 3     | 006.60（5人）   | 01着 | 02.03.5（36.1）   | -0.7 | 武豊       | 57kg | （ノンコノユメ）       |
| 000010.10  | 盛岡   | MCS南部杯       | JpnI  | ダ1600m（稍） | 16    | 7     | 12    | 001.80（1人）   | 01着 | R1:33.5（35.2）   | -0.3 | 田辺裕信   | 57kg | （ベストウォーリア）   |
| 000011.03  | 川崎   | JBCクラシック   | JpnI  | ダ2100m（重） | 14    | 5     | 7     | 002.10（1人）   | 05着 | 02.16.0（39.3）   | -0.7 | 田辺裕信   | 57kg | アウォーディー         |
| 000012.04  | 中京   | チャンピオンズC | GI    | ダ1800m（良） | 15    | 6     | 11    | 006.30（3人）   | 13着 | 01.51.6（38.8）   | -1.5 | C.ルメール | 57kg | サウンドトゥルー       |
| 000012.29  | 大井   | 東京大賞典      | GI    | ダ2000m（重） | 14    | 2     | 2     | 005.40（3人）   | 05着 | 02.07.5（38.0）   | -1.7 | 戸崎圭太   | 57kg | アポロケンタッキー     |
| 2017.02.19 | 東京   | フェブラリーS   | GI    | ダ1600m（良） | 16    | 2     | 4     | 009.00（6人）   | 14着 | 01:36.5（37.3）   | -1.4 | 武豊       | 57kg | ゴールドドリーム       |
| 0000.05.05 | 船橋   | かしわ記念      | JpnI  | ダ1600m（良） | 10    | 1     | 1     | 003.20（2人）   | 01着 | 01:39.9（38.0）   | -0.4 | 武豊       | 57kg | （インカンテーション） |
| 000010.09  | 盛岡   | MCS南部杯       | JpnI  | ダ1600m（稍） | 16    | 6     | 11    | 003.10（1人）   | 01着 | 01:34.9（34.6）   | -0.6 | 田辺裕信   | 57kg | （ノボバカラ）         |
| 000011.03  | 大井   | JBCスプリント   | JpnI  | ダ1200m（重） | 16    | 5     | 10    | 003.00（1人）   | 02着 | 01:11.4（36.6）   | -0.0 | 森泰斗     | 57kg | ニシケンモノノフ       |
| 000012.03  | 中京   | チャンピオンズC | GI    | ダ1800m（良） | 15    | 1     | 1     | 013.20（9人）   | 03着 | 01:50.2（36.3）   | -0.1 | 田辺裕信   | 57kg | ゴールドドリーム       |
| 000012.29  | 大井   | 東京大賞典      | GI    | ダ2000m（良） | 16    | 7     | 13    | 004.70（3人）   | 01着 | 02.04.2（37.1）   | -0.6 | 田辺裕信   | 57kg | （サウンドトゥルー）   |

- タイム欄のRはレコード勝ちを示す。

## 種牡馬成績
2018年にブリーダーズ・スタリオン・ステーションで種牡馬入り。初年度種付け料は80万円（受胎条件）・120万円（出生条件）、種付け数は194頭となった。
2021年に初年度産駒がデビュー。血統登録されたのはこの年の新種牡馬として最多の138頭。この年最初の2歳戦である4月14日の門別第6競走・JRA認定フレッシュチャレンジをラブミードールが勝利して新種牡馬の初勝利第1号となった。同年9月26日には中京競馬場第2競走でコパノニコルソンが勝利してJRAでの産駒初勝利となった。

### 主な産駒

#### 地方重賞優勝馬
- 2019年産
  - ファーストリッキー（2021年金の鞍賞）[32]
  - エコロクラージュ（2022年園田オータムトロフィー、楠賞、2024年兵庫ゴールドカップ、2025年福永洋一記念）[33]
- 2020年産
  - セブンカラーズ（2022年ゴールドウィング賞、2023年スプリングカップ、東海クイーンカップ、東海ダービー、2024年お松の方賞、2025年若草賞土古記念、佐賀ヴィーナスカップ）[34]
- 2021年産
  - シンメデージー（2024年土佐春花賞、西日本クラシック、西日本3歳優駿、土佐秋月賞、2025年はがくれ大賞典）[35]
- 2022年産
  - ブリスタイム（2024年ネクストスター笠松）[36]
  - ジュゲムーン（2025年ネクストスター西日本、黒潮皐月賞、高知優駿）[37]
  - コパノエミリア（2025年東海クイーンカップ、のじぎく賞）[38]

#### その他
- 2021年産
  - テーオーパスワード（2024年伏竜ステークス、ケンタッキーダービー5着）

## 血統表
| コパノリッキーの血統            | コパノリッキーの血統                                 | コパノリッキーの血統              | （血統表の出典）                  | （血統表の出典） |
| 父系                            | サンデーサイレンス系 (ヘイロー系)                    | サンデーサイレンス系 (ヘイロー系) | サンデーサイレンス系 (ヘイロー系) | [ § 2 ]          |
| 父 ゴールドアリュール 1999 栗毛 | 父の父*サンデーサイレンス Sunday Silence 1986 青鹿毛 | Halo                              | Hail to Reason                    | Hail to Reason   |
| 父 ゴールドアリュール 1999 栗毛 | 父の父*サンデーサイレンス Sunday Silence 1986 青鹿毛 | Halo                              | Cosmah                            |                  |
| 父 ゴールドアリュール 1999 栗毛 | 父の父*サンデーサイレンス Sunday Silence 1986 青鹿毛 | Wishing Well                      | Understanding                     | Understanding    |
| 父 ゴールドアリュール 1999 栗毛 | 父の父*サンデーサイレンス Sunday Silence 1986 青鹿毛 | Wishing Well                      | Mountain Flower                   |                  |
| 父 ゴールドアリュール 1999 栗毛 | 父の母*ニキーヤ Nikiya 1993 鹿毛                     | Nureyev                           | Northern Dancer                   | Northern Dancer  |
| 父 ゴールドアリュール 1999 栗毛 | 父の母*ニキーヤ Nikiya 1993 鹿毛                     | Nureyev                           | Special                           |                  |
| 父 ゴールドアリュール 1999 栗毛 | 父の母*ニキーヤ Nikiya 1993 鹿毛                     | Reluctant Guest                   | Hostage                           | Hostage          |
| 父 ゴールドアリュール 1999 栗毛 | 父の母*ニキーヤ Nikiya 1993 鹿毛                     | Reluctant Guest                   | Vaguely Royal                     |                  |
| 母 コパノニキータ 2001 栗毛     | 母の父*ティンバーカントリー Timber Country 1992 栗毛 | Woodman                           | Mr. Prospector                    | Mr. Prospector   |
| 母 コパノニキータ 2001 栗毛     | 母の父*ティンバーカントリー Timber Country 1992 栗毛 | Woodman                           | *プレイメイト                     |                  |
| 母 コパノニキータ 2001 栗毛     | 母の父*ティンバーカントリー Timber Country 1992 栗毛 | Fall Aspen                        | Pretense                          | Pretense         |
| 母 コパノニキータ 2001 栗毛     | 母の父*ティンバーカントリー Timber Country 1992 栗毛 | Fall Aspen                        | Change Water                      |                  |
| 母 コパノニキータ 2001 栗毛     | 母の母ニホンピロローズ 1996 栗毛                     | *トニービン                       | *カンパラ                         | *カンパラ        |
| 母 コパノニキータ 2001 栗毛     | 母の母ニホンピロローズ 1996 栗毛                     | *トニービン                       | Severn Bridge                     |                  |
| 母 コパノニキータ 2001 栗毛     | 母の母ニホンピロローズ 1996 栗毛                     | ウェディングブーケ                | *リアルシャダイ                   | *リアルシャダイ  |
| 母 コパノニキータ 2001 栗毛     | 母の母ニホンピロローズ 1996 栗毛                     | ウェディングブーケ                | *アリーウイン                     |                  |
| 母系(F-No.)                     | (FN:1-o)                                             | (FN:1-o)                          | (FN:1-o)                          | [ § 3 ]          |
| 5代内の近親交配                 | なし。                                               | なし。                            | なし。                            | [ § 4 ]          |
| 出典                            | 1. 2. 3. 4.                                          | 1. 2. 3. 4.                       | 1. 2. 3. 4.                       | 1. 2. 3. 4.      |

- 主な近親はフライアーズカース#主なファミリーラインを参照。